# پل استخر
بقایای پل استخر مربوط به دوره ساسانیان است و در شهرستان مرودشت، بخش مرکزی، دهستان نقش رستم، روستای حاجی‌آباد، ۱۰۰ متری جنوب غرب شهر استخر واقع شده و این اثر در تاریخ ۳۰ بهمن ۱۳۸۶ با شمارهٔ ثبت ۲۰۹۲۴ به‌عنوان یکی از آثار ملی ایران به ثبت رسیده است.